# Karel Voous
Karel Hendrik Voous (Amsterdam, 23 juni 1920 – Amsterdam, 31 januari 2002) was een Nederlandse hoogleraar biologie aan de Vrije Universiteit te Amsterdam en een van de belangrijkste Nederlandse ornithologen (vogelkundigen) van de twintigste eeuw.

## Levensloop
Voous groeide op in Amsterdam en heeft voor zover hij het zich herinnerde altijd naar vogels gekeken. Tot zijn eerste vogelboeken behoorden de Verkade-albums van Jac. P. Thijsse. De eerste publicatie van zijn hand verscheen in het tijdschrift De Levende Natuur onder de titel: 'Vogelwaarnemingen in Februari' (1936). Op zeventienjarige leeftijd werd hij lid van de Koninklijke Nederlandse Natuurhistorische Vereniging en een jaar later ging hij biologie studeren aan de Universiteit van Amsterdam. In 1947 promoveerde hij cum laude op een systematisch en zoögeografisch proefschrift: On the history of the distribution of the genus Dendrocopos (bonte specht). 
Van 1955 tot 1963 was hij buitengewoon hoogleraar zoögeografie aan de Vrije Universiteit in Amsterdam. In 1964 werd hij daar gewoon hoogleraar dierkunde (meer speciaal systematiek en verspreiding der dieren). In 1975 ging hij vervroegd met emeritaat vanwege zijn gezondheid. In 1980 gaf hij zijn afscheidsrede.

## Betekenis van Voous voor de Nederlandse ornithologie (vogelkunde)
De betekenis van Voous voor de Nederlandse ornithologie van de twintigste eeuw kan niet overschat worden. 
- Als hoogleraar leidde hij hele generaties biologen op, waarvan velen later – al dan niet beroepsmatig – vogelaar zijn geworden.
- Als schrijver van zeven boeken en omstreeks 350 artikelen en andere bijdragen in (vogel-)tijdschriften had hij een zeer groot bereik.
- Als secretaris van de Nederlandse Ornithologische Vereniging (NOV) van 1946 tot 1956, als lid van de redactie van Ardea (1962 – 1991) en Limosa (1957 – 1981), voorzitter van de Commissie voor de Nederlandse Avifauna (1957 – 1983), secretaris-generaal van het 15e Internationale Ornithologische Congres in Den Haag (1970), als voorzitter van het Nederlands Comité ter Voorbereiding van het Europese Natuurbeschermingsjaar 1970 en als lid van talrijke andere commissies en besturen had hij ook in bestuurlijk organisatorisch opzicht onschatbare verdiensten voor de Nederlandse ornithologie.

Hij werd dan ook vele malen onderscheiden:
- Hij was erelid van de Nederlandse Vereniging tot Bescherming van Vogels en van de Nederlandse Ornithologische Unie en erelid of corresponderend lid van negen buitenlandse organisaties
- Hij ontving als enige continentale Europeaan de Gouden Medaille van de British Ornithologists' Union
- Hij werd benoemd tot Officier in de Orde van de Gouden Ark

Ter gelegenheid van zijn zeventigste verjaardag verscheen een speciaal nummer van het tijdschrift Het Vogeljaar met bijdragen van 12 leerlingen en vrienden (1990).